# Острів Лєскова
Острів Лєскова — невеликий незаселений острів у складі британського архіпелагу Південні Сандвічеві острови, розташованого на півдні Атлантичного океану. Острів Лєскова знаходиться за 520 км на південний схід від головного острова архіпелагу - Південна Георгія, і на північний схід від Антарктиди. Разом з сусідніми островами Високим і Завадовського утворює Архіпелаг Траверсі.

## Характеристика
Площа острова Лєскова становить близько 0,4 км², а сам він вулканічного походження. Він відрізняється від інших Південних Сандвічевих островів двома особливостями. По-перше, острів Лєскова розташований поза ланцюжком, який утворюють сусідні острови. По-друге, його ґрунтом є головним чином не базальт, як у інших островів, а більш ніж наполовину андезит.
На острові є два особливі об'єкти назви яким були надані Комітетом антарктичних топонімів Сполученого Королівства в 1971 році. Бушприт — північно-східна точка острова, названа за схожість з бушпритом або носом корабля. Руддел-Поїнт —  висока скеляста південно-східна точка острова, названа на честь Бушприта (оскільки кермо знаходиться на протилежному кінці корабля від бушприта).

## Історичні відомості
Острів був відкритий в 1819 російською експедицією під керівництвом Фадея Фадейовича Беллінсгаузена і названий на честь лейтенанта Аркадія Лєскова, третього офіцера шлюпу "Восток".